# Ярмолюк Олена Василівна
Ярмолюк Олена Василівна (нар. 24 січня 1970, Петриківка, Петриківського району, Дніпропетровської області) — українська художниця, майстриня петриківського розпису. Своїм корінням пов'язана з легендарними майстринями старшого покоління.

## Життєпис
Петриківському розпису навчалася у Дитячій художній школі ім. Т. Я. Пати, першим вчителем був Федір Панко. У 1988 році творчий шлях продовжила ученицею експериментального цеху (вчитель — Андрій Пікуш).
З 1989 до 2000 року працювала в центрі народного мистецтва «Петриківка».
Олена Ярмолюк за складом своєї духовної наповненості — людина м'яка і поетична. Звідси особлива співуча ліричність її кольорових орнаментальних сплетінь, дивних, вишукано-витончених творів: «Весняний подих» (2014), «Веселковий букет» (2014), «Білим цвітом калина цвіте» (2013).
Майстриня втілює Петриківку на різноманітних матеріалах: папері, дереві, стінах інтер'єрів. Улюблені сюжети: розмаїття квітів, трав, — всього того, що робить неповторним та мальовничим куточком рідне Придніпров'я. Любить створювати панно з чарівними птахами та сюжетні панно з українцями. За її творами можна спостерігати, як відбувається становлення майстерності в композиційному колористичному рішенні декоративного орнаменту, в якому головна роль приділяється кольоровій та ритмічній гармонії пластичної лексики.
Сьогодні Олена Ярмолюк переймає досвід у відомої на весь світ майстрині петриківського розпису Галини Назаренко, адже вважає, що навчатися та професійно зростати потрібно завжди. Разом майстрині розписали Петриківкою каплицю біля джерела Святого Пантелеймона в селищі Хутірське, Дніпропетровської обл.
Активна учасниця всеукраїнських і міжнародних виставок, зокрема у Грузії (Тбілісі, Батумі, 2014). Перша персональна виставка пройшла у Дніпропетровську (2014). Роботи майстрині зберігаються у музеях і приватних колекціях.